# アギリサウルス
アギリサウルス（学名 : Agilisaurus）は、原始的な鳥脚類の1つで、アジアでは最も古い鳥脚類。

## 概要
中期ジュラ紀、中国四川省に生息していた恐竜である。頭骨は比較的小さく高さがあり、前顎骨と上顎骨の歯の形が異なる。前顎骨には5つのくぎ状の後方に曲がった歯があり、上顎骨の歯は前後に歯突があり、横から見ると三角形に近い形になっている、前歯骨に歯はがなく、角質に覆われくちばしのようになっていたと考えられている。首と胴は短く、長い尻尾をもっていた。全体として華奢で走行に適した体をしていたと考えられる。